# Droga krajowa nr 62 (Polska)
Droga krajowa nr 62 (DK62) – droga krajowa o długości ok. 361 km, leżąca na obszarze województw kujawsko-pomorskiego, mazowieckiego i podlaskiego. Trasa ta łączy Strzelno z Siemiatyczami (DK19).
Na odcinku Wyszogród – Wyszków pełni funkcję Tranzytowej Obwodnicy Warszawy.

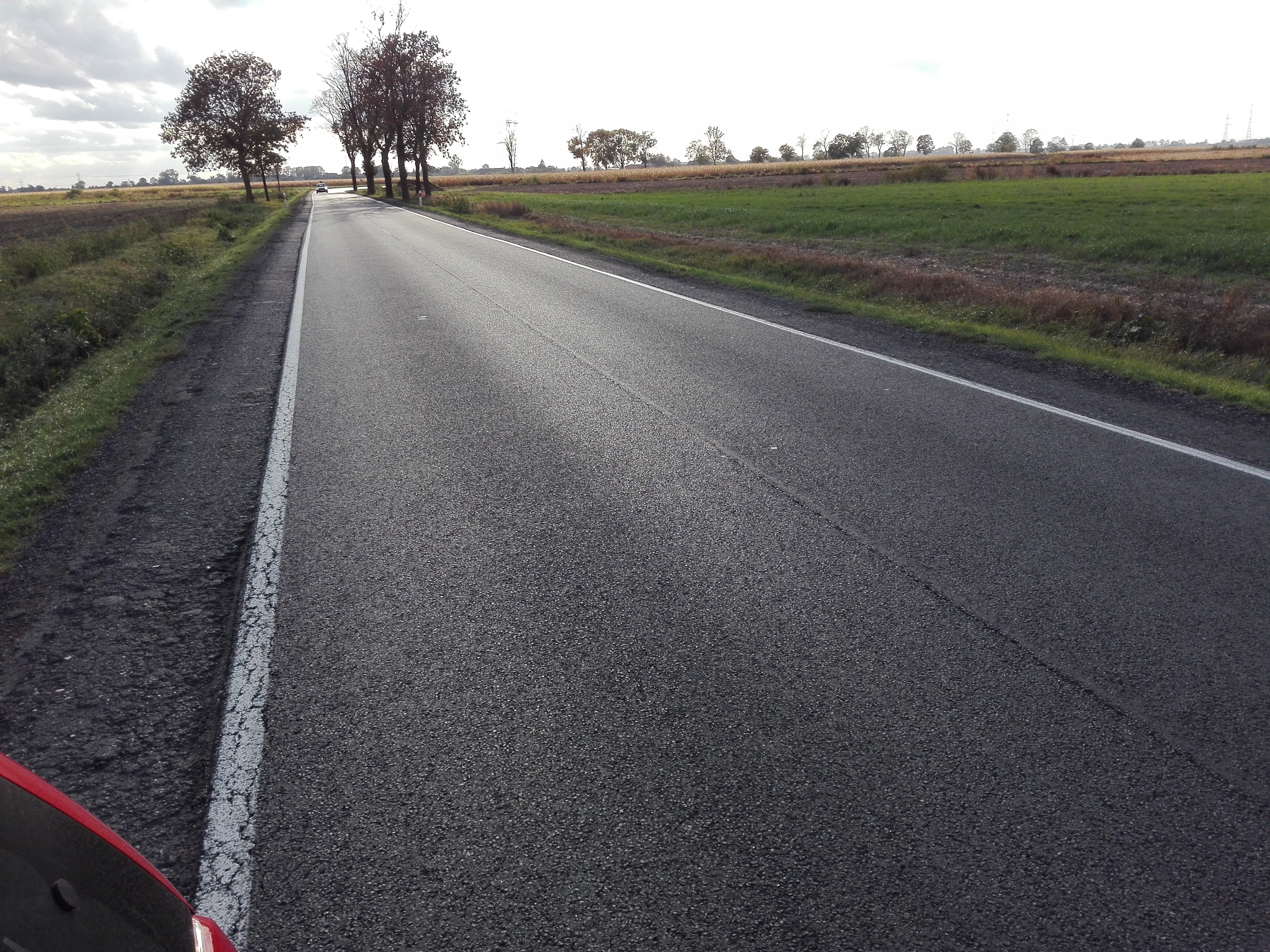
DK62 między Strzelnem a Kruszwicą.

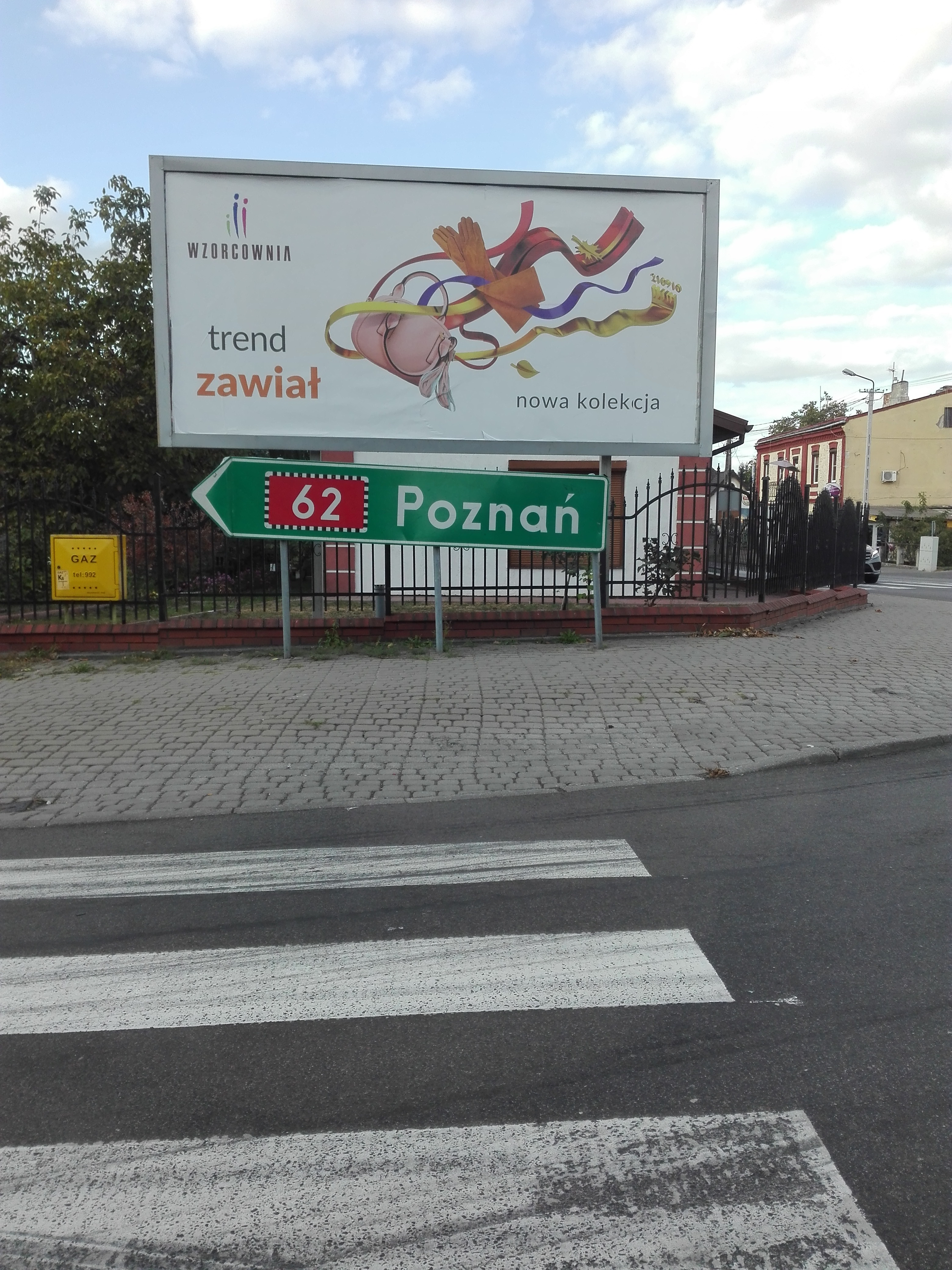
DK62 w Brześciu Kujawskim.

## Historia numeracji
Na przestrzeni lat trasa posiadała różne oznaczenia:
| Numer | Numer | Przebieg                                            | Lata obowiązywania                      | Źródło | Uwagi |
| --- | ----- | --------------------------------------------------- | --------------------------------------- | --- | --- |
| ? | 257   | Strzelno – Kruszwica                                | 257: 1986 – 2000                        | - Uchwała nr 192 Rady Ministrów z dnia 2 grudnia 1985 r. w sprawie zaliczenia dróg do kategorii dróg krajowych (M.P. z 1986 r. nr 3, poz. 16) - Mapa samochodowa Polski 1:700 000, wyd. 1, Szczecin: Wydawnictwo Kartograficzne KOMPAS, 1996–1997, ISBN 83-904373-2-5. Brak numerów stron w książce | 1. nieznana numeracja przed 1986 rokiem 2. oznaczana na starszych mapach jako droga drugorzędna                                                                                        |
| ? | 265   | Radziejów – Brześć Kujawski – Pikutkowo             | 265: 1986 – 2000                        | - Uchwała nr 192 Rady Ministrów z dnia 2 grudnia 1985 r. w sprawie zaliczenia dróg do kategorii dróg krajowych (M.P. z 1986 r. nr 3, poz. 16) - Mapa samochodowa Polski 1:700 000, wyd. 1, Szczecin: Wydawnictwo Kartograficzne KOMPAS, 1996–1997, ISBN 83-904373-2-5. Brak numerów stron w książce | 1. nieznana numeracja przed 1986 rokiem 2. oznaczana na starszych mapach jako droga drugorzędna 3. droga nr 265 przystosowana do ruchu ciężkiego (dopuszczalny nacisk na oś do 10 ton) |
| 107 | 107   | Płock – Wyszogród – Zakroczym                       | lata 70. – 1986                         | - Mapa samochodowa Polski 1:1 000 , wyd. jedenaste, Warszawa: Państwowe Przedsiębiorstwo Wydawnictw Kartograficznych, 1972. Brak numerów stron w książce - Samochodowy atlas Polski 1:500 000. Wyd. V. Warszawa: Państwowe Przedsiębiorstwo Wydawnictw Kartograficznych, 1979. ISBN 83-7000-017-7. Brak numerów stron w książce - Samochodowy atlas Polski 1:500 000. Wyd. IX. Warszawa: Państwowe Przedsiębiorstwo Wydawnictw Kartograficznych, 1985. Brak numerów stron w książce | nieznana numeracja przed latami 70. |
| 10 | E81   | Zakroczym – Modlin – Nowy Dwór Mazowiecki           | • 10: 1952(?) – 1986 • E81: 1962 – 1985 | - Atlas samochodowy Polski 1:500 000. Wyd. IV. Warszawa: Państwowe Przedsiębiorstwo Wydawnictw Kartograficznych, 1965. Brak numerów stron w książce - Mapa samochodowa Polski 1:1 000 , wyd. jedenaste, Warszawa: Państwowe Przedsiębiorstwo Wydawnictw Kartograficznych, 1972. Brak numerów stron w książce - Samochodowy atlas Polski 1:500 000. Wyd. V. Warszawa: Państwowe Przedsiębiorstwo Wydawnictw Kartograficznych, 1979. ISBN 83-7000-017-7. Brak numerów stron w książce - Samochodowy atlas Polski 1:500 000. Wyd. IX. Warszawa: Państwowe Przedsiębiorstwo Wydawnictw Kartograficznych, 1985. Brak numerów stron w książce | |
| 114 | 623   | Nowy Dwór Mazowiecki – Pomiechówek – Serock         | 114: lata 70. – 1986 623: 1986 – 2000   | - Mapa samochodowa Polski 1:1 000 , wyd. jedenaste, Warszawa: Państwowe Przedsiębiorstwo Wydawnictw Kartograficznych, 1972. Brak numerów stron w książce - Samochodowy atlas Polski 1:500 000. Wyd. V. Warszawa: Państwowe Przedsiębiorstwo Wydawnictw Kartograficznych, 1979. ISBN 83-7000-017-7. Brak numerów stron w książce - Samochodowy atlas Polski 1:500 000. Wyd. VI. Warszawa: Państwowe Przedsiębiorstwo Wydawnictw Kartograficznych, 1980. Brak numerów stron w książce - Uchwała nr 192 Rady Ministrów z dnia 2 grudnia 1985 r. w sprawie zaliczenia dróg do kategorii dróg krajowych (M.P. z 1986 r. nr 3, poz. 16) - Mapa samochodowa Polski 1:700 000, wyd. 1, Szczecin: Wydawnictwo Kartograficzne KOMPAS, 1996–1997, ISBN 83-904373-2-5. Brak numerów stron w książce | nieznana numeracja przed latami 70. |
| 11 | 61    | Serock – Wierzbica                                  | 11: lata 70. – 1986 61: od 14 II 1986   | - Mapa samochodowa Polski 1:1 000 , wyd. jedenaste, Warszawa: Państwowe Przedsiębiorstwo Wydawnictw Kartograficznych, 1972. Brak numerów stron w książce - Samochodowy atlas Polski 1:500 000. Wyd. V. Warszawa: Państwowe Przedsiębiorstwo Wydawnictw Kartograficznych, 1979. ISBN 83-7000-017-7. Brak numerów stron w książce - Samochodowy atlas Polski 1:500 000. Wyd. VI. Warszawa: Państwowe Przedsiębiorstwo Wydawnictw Kartograficznych, 1980. Brak numerów stron w książce - Uchwała nr 192 Rady Ministrów z dnia 2 grudnia 1985 r. w sprawie zaliczenia dróg do kategorii dróg krajowych (M.P. z 1986 r. nr 3, poz. 16) - Mapa samochodowa Polski 1:700 000, wyd. 1, Szczecin: Wydawnictwo Kartograficzne KOMPAS, 1996–1997, ISBN 83-904373-2-5. Brak numerów stron w książce | wspólne odcinki |
| 114 | 624   | Wierzbica – Wyszków                                 | 114: lata 70. – 1986 624: 1986 – 2000   | - Mapa samochodowa Polski 1:1 000 , wyd. jedenaste, Warszawa: Państwowe Przedsiębiorstwo Wydawnictw Kartograficznych, 1972. Brak numerów stron w książce - Samochodowy atlas Polski 1:500 000. Wyd. V. Warszawa: Państwowe Przedsiębiorstwo Wydawnictw Kartograficznych, 1979. ISBN 83-7000-017-7. Brak numerów stron w książce - Samochodowy atlas Polski 1:500 000. Wyd. VI. Warszawa: Państwowe Przedsiębiorstwo Wydawnictw Kartograficznych, 1980. Brak numerów stron w książce - Uchwała nr 192 Rady Ministrów z dnia 2 grudnia 1985 r. w sprawie zaliczenia dróg do kategorii dróg krajowych (M.P. z 1986 r. nr 3, poz. 16) - Mapa samochodowa Polski 1:700 000, wyd. 1, Szczecin: Wydawnictwo Kartograficzne KOMPAS, 1996–1997, ISBN 83-904373-2-5. Brak numerów stron w książce | nieznana numeracja przed latami 70. |
| 116 | 629   | Wyszków – Łochów                                    | 116: lata 70. – 1986 624: 1986 – 2000   | - Mapa samochodowa Polski 1:1 000 , wyd. jedenaste, Warszawa: Państwowe Przedsiębiorstwo Wydawnictw Kartograficznych, 1972. Brak numerów stron w książce - Samochodowy atlas Polski 1:500 000. Wyd. V. Warszawa: Państwowe Przedsiębiorstwo Wydawnictw Kartograficznych, 1979. ISBN 83-7000-017-7. Brak numerów stron w książce - Samochodowy atlas Polski 1:500 000. Wyd. VI. Warszawa: Państwowe Przedsiębiorstwo Wydawnictw Kartograficznych, 1980. Brak numerów stron w książce - Uchwała nr 192 Rady Ministrów z dnia 2 grudnia 1985 r. w sprawie zaliczenia dróg do kategorii dróg krajowych (M.P. z 1986 r. nr 3, poz. 16) - Mapa samochodowa Polski 1:700 000, wyd. 1, Szczecin: Wydawnictwo Kartograficzne KOMPAS, 1996–1997, ISBN 83-904373-2-5. Brak numerów stron w książce | |
| ? | 696   | Łochów – Węgrów                                     | 696: 1986 – 2000                        | - Uchwała nr 192 Rady Ministrów z dnia 2 grudnia 1985 r. w sprawie zaliczenia dróg do kategorii dróg krajowych (M.P. z 1986 r. nr 3, poz. 16) - Mapa samochodowa Polski 1:700 000, wyd. 1, Szczecin: Wydawnictwo Kartograficzne KOMPAS, 1996–1997, ISBN 83-904373-2-5. Brak numerów stron w książce | 1. nieznana numeracja przed 1986 rokiem 2. na starszych mapach oznaczana jako droga drugorzędna                                                                                        |
| ? | 637   | Łochów – Sokołów Podlaski – Drohiczyn – Siemiatycze | 637: 1986 – 2000                        | - Uchwała nr 192 Rady Ministrów z dnia 2 grudnia 1985 r. w sprawie zaliczenia dróg do kategorii dróg krajowych (M.P. z 1986 r. nr 3, poz. 16) - Mapa samochodowa Polski 1:700 000, wyd. 1, Szczecin: Wydawnictwo Kartograficzne KOMPAS, 1996–1997, ISBN 83-904373-2-5. Brak numerów stron w książce | 1. nieznana numeracja przed 1986 rokiem 2. na starszych mapach oznaczana jako droga drugorzędna 3. droga przystosowana do ruchu ciężkiego (dopuszczalny nacisk na oś do 10 ton)        |
| Obecny przebieg drogi nr 62 obowiązuje na podstawie Zarządzenia nr 6 Generalnego Dyrektora Dróg Publicznych z dnia 9 maja 2000 r. w sprawie nowych numerów dróg krajowych (wykaz dróg w archiwum Rzeczpospolitej ) z późniejszymi zmianami |       |                                                     |                                         | | |

## Dopuszczalny nacisk na oś
Od 13 marca 2021 roku na całej długości drogi dozwolony jest ruch pojazdów o nacisku pojedynczej osi napędowej do 11,5 tony z wyjątkiem określonych miejsc oznaczonych znakiem zakazu B-19.

### Do 13 marca 2021
Wcześniej trasa była objęta ograniczeniami dotyczącymi dozwolonego nacisku pojedynczej osi:
| Znak | Dopuszczalny nacisk | Odcinek |
| ---- | ------------------- | --- |
| DK62 | do 10 ton           | - Strzelno () – Kobylniki – Radziejów – Brześć Kujawski – Włocławek – Nowy Duninów – Płock () - Płock () – Wyszogród () - Nowy Dwór Mazowiecki/ () – Pomiechówek – Serock ( – ul. Zakroczymska) - Wyszków () – Łochów – Węgrów – Sokołów Podlaski ( – ul. Siedlecka) |
| DK62 | do 8 ton            | Sokołów Podlaski ( – ul. Siedlecka) – Drohiczyn – Siemiatycze () |

## Miejscowości leżące na trasie DK62
- Strzelno (DK15, DK25)
- Kobylniki (DW412)
- Kruszwica
- Radziejów (DW266)
- Brześć Kujawski (DW265, DW270)
- Włocławek (DK91, DK67)
- Płock (DK60)
- Wyszogród (DK50)
- Czerwińsk nad Wisłą
- Zakroczym (DK7)
- Nowy Dwór Mazowiecki (DK85)
- Dębe (DW632)
- Serock (DK61), obwodnica
- Wyszków (DK8)
- Łochów (DK50)
- Węgrów (DW637)
- Sokołów Podlaski (DK63)
- Drohiczyn
- Siemiatycze (DK19)